# NGC 1111
NGC 1111 este o galaxie spirală situată în constelația Berbecul. A fost descoperită în 2 decembrie 1863 de către Albert Marth. Se află la o distanță de 122,98 de megaparseci de Pământ.